# Lista över flygplatser i Tyskland

## Internationella flygplatser (Internationaler Flughafen)
- Flughafen Berlin Brandenburg
- Flughafen Bremen
- Flughafen Dresden
- Flughafen Düsseldorf
- Flughafen Erfurt
- Flughafen Frankfurt
- Flughafen Hamburg
- Flughafen Hannover-Langenhagen
- Flughafen Köln/Bonn
- Flughafen Leipzig/Halle
- Flughafen München
- Flughafen Münster/Osnabrück
- Flughafen Nürnberg
- Flughafen Saarbrücken
- Flughafen Stuttgart

## Större regionala flygplatser (Regionalflughafen)
- Flughafen Braunschweig-Wolfsburg
- Flughafen Dortmund
- Flughafen Frankfurt-Hahn
- Flughafen Friedrichshafen
- Flughafen Heringsdorf
- Flughafen Karlsruhe/Baden-Baden
- Flughafen Kassel-Calden
- Flughafen Lübeck-Blankensee
- Flughafen Magdeburg/Cochstedt
- Flughafen Memmingen
- Flughafen Neubrandenburg
- Flughafen Niederrhein
- Flughafen Nordholz
- Flughafen Paderborn/Lippstadt
- Flughafen Rostock-Laage
- Flughafen Schwerin-Parchim
- Flughafen Siegerland
- Flughafen Stralsund-Barth
- Flughafen Sylt

## Särskilda flygplatser (Sonderflughafen)
- Flugplatz Hamburg-Finkenwerder
- Flughafen Ingolstadt/Manching
- Flughafen Lahr
- Flughafen Oberpfaffenhofen

## Mindre regionala flygplatser
- Flugplatz Baltrum
- Flugplatz Borkum
- Flugplatz Emden
- Flugplatz Heide-Büsum
- Flugplatz Helgoland-Düne
- Flugplatz Juist
- Flugplatz Langeoog
- Flugplatz Mannheim
- Flugplatz Norderney
- Flugplatz Wangerooge

## Övriga flygplatser (Verkehrslandeplatz, Sonderlandeplatz, Segelfluggelände, Militärflugplatz)
- Flugplatz Anspach
- Segelfluggelände Bensheim
- August-Euler-Flugplatz Darmstadt
- Flughafen Essen
- Flugplatz Frankfurt-Egelsbach
- Flugplatz Heppenheim
- Flugplatz Hof-Plauen
- Flugplatz Kiel-Holtenau
- Flugplatz Leipzig/Altenburg
- Flugplatz Michelstadt
- Flugplatz Mönchengladbach
- Flugplatz Ober-Mörlen
- Flugplatz Ochsenfurt
- Flugplatz Reichelsheim
- Segelfluggelände Reinheim
- Segelfluggelände Vielbrunn
- Flugplatz Wasserkuppe
- Flugplatz Wiesbaden-Erbenheim
- Flughafen Zweibrücken

## Nedlagda flygplatser
- Flugplatz Babenhausen
- Flughafen Berlin-Gatow
- Flugplatz Berlin-Johannisthal
- Flughafen Berlin-Tempelhof
- Flugplatz Bremerhaven
- Flugplatz Lemwerder
- Flughafen München-Riem